# Fluoreto de lítio
Fluoreto de lítio é uma substância química de lítio e ânion fluoreto de fórmula LiF. É um sal sólido, inorgânico, iônico, branco cristalino, sob condições normais. Ele transmite radiação ultravioleta mais eficientemente do que outras substâncias. Seu uso inclui especialidades de óptica ultravioleta e dosímetros de termoluminescência. O fluoreto de lítio também tem uma resistência elétrica muito alta, devido a sua grande banda proibida.
Tipo de ligação: Iônica.

## Obtenção

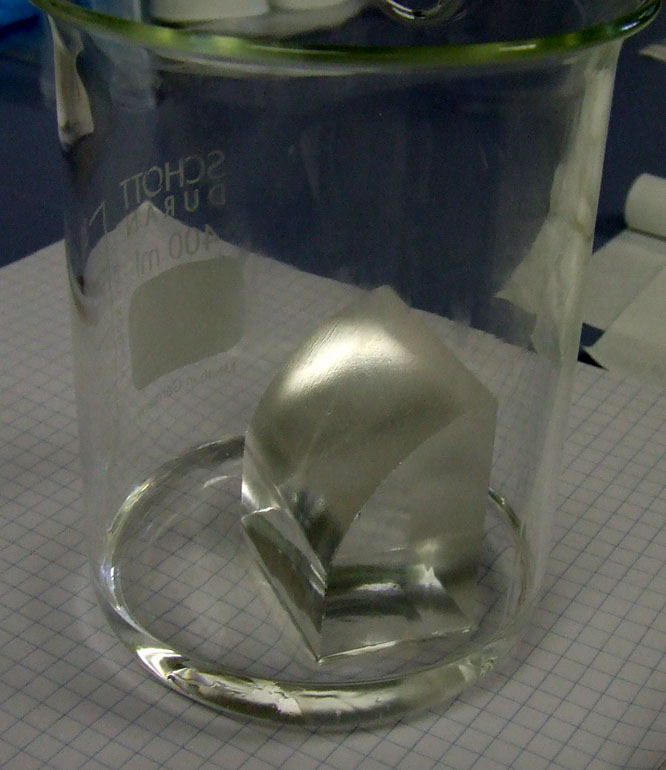
LiF cristal

É obtido através da reação de neutralização entre o hidróxido de lítio ou carbonato de lítio com o ácido fluorídrico em soluções aquosas:
LiOH + HF → LiF + H2O
Li2CO3 + 2 HF → 2 LiF + CO2 + H2O
Também é conhecido o minério griceita, formado basicamente por esse composto.